# Agustines de la Mare de Déu de la Consolació
Les Germanes Agustines de la Mare de Déu de la Consolació, en anglès Augustinian Sisters of Our Lady of Consolation, és una congregació religiosa de germanes, del Tercer Orde de Sant Agustí, fundada i estesa principalment a les Filipines i dedicada a l'ensenyament. Les germanes que en formen part posposen al seu nom les sigles O.S.A.-A.S.O.L.C.

## Història
En 1677 s'havia obert a Barcelona el beateri de Mantelates de Sant Agustí de Barcelona, al carrer de l'Hospital, 23, congregació de terciàries que vivien sota la Regla de Sant Agustí. En 1882, una greu epidèmia de còlera havia afectat la regió de Mandaluyong, a les Filipines, llavors província espanyola, i calia personal que tingués cura i eduqués els nens que havien quedat orfes. Els frares agustins que treballaven a la regió van fer una crida a les congregacions augustinianes, i algunes de les germanes del beateri barceloní hi respongueren i van marxar per treballar a l'orfenat de Mandaluyong, regit per l'Orde de Sant Agustí.
Quatre germanes de Barcelona van arribar a Manila el 6 d'abril de 1883, data que es considera la de fundació de la congregació. Eren la priora Antònia Campillo i Garriga, de 60 anys, Rita Barceló i Pagès (40 anys), Agustina Bassegoda i Robert (34 anys) i Querubina Samarra i Postills (22 anys). Als cinc mesos s'hi reuniren Mònica Mujal i Serra i Alfonsa Sàbat, de 20 anys ambdues, i Joaquima Barceló i Pagès, que era postulant de la congregació i germana petita de Rita. Les germanes treballaven a l'orfenat, tal com s'havia previst i formaren una comunitat de Germanes Agustines Terciàries d'Ultramar.
L'any 1884, però, fou enviada Remei Bisáñez, de Palma, i s'hi crearen conflictes a la comunitat que van provocar la divisió de la congregació: unes germanes van marxar al beateri de Santa Rita de Pasig, mentre les germanes Barceló, Mònica Mujal i Remei es quedaven a Mandaluyong. Mentrestant, el 24 de desembre de 1884, Joaquima Barceló havia fet la professió dels vots solemnes i prengué el nom de Consol.
Rita i Joaquima van fundar una congregació religiosa a la qual donaren el nom de Congregació de les Germanes Agustines de la Mare de Déu de la Consolació que havia de dedicar-se a l'educació i la cura de nens. Van obrir dos noviciats per formar les futures germanes: un a Barcelona i un altre a les Filipines.
En 1886, Consol i Remei van ésser enviades al santuari de Caysasay (Taal, Batangas), on obriren una escola per a nenes. Entre 1886 i 1888, però, les malalties van fer mella en les germanes de Mandaluyong i, llevat de les germanes Barceló, van tornar a Barcelona. Només quedaren a l'orfanat Rita i Consol, amb altres germanes nascudes a les Filipines que havien començat a ésser-hi admeses des de 1885. La revolució de 1896 i la Guerra de les Filipines de 1898 va portar a què les dues germanes espanyoles i les filipines se separessin; l'11 de juny de 1898 van haver de deixar l'orfenat, ocupat per les tropes revoluciònaries, i marxaren a Manila. Des d'allí, Rita i Consol havien de tornar a Espanya i marxaren el 13 de març de 1899, essent readmeses al beateri barceloní. Mentrestant, les deu germanes filipines, tot i l'ordre de dissolució de la comunitat que va dictar l'Orde de Sant Agustí, es van mantenir unides i continuaren mantenint la congregació sense el suport oficial, vivint en una casa de Sampaloc, obrint un col·legi que, a partir de 1901, va prendre el nom de Col·legi de la Consolació.
Entre 1899 i 1903, n'exercí com a priora Teresa de Jesús Andrada (1855-1940), primera filipina admesa en la congregació, en 1887. El 31 de maig de 1902, l'Orde de Sant Agustí va afiliar la comunitat de terciàries filipines al tercer orde agustinià.
Les germanes filipines, però, van demanar a les germanes Barceló que tornessin a l'orfanat i el director espiritual de la germana Consol Barceló, Bernabé Jiménez, li ho recomanà. Consol, que era llavors superiora del beateri, va demanar permís per a tornar a les Filipines i l'obtingué, arribant a Manila el juliol de 1904. Rita, que volia tornar a les illes, havia mort a Barcelona el mateix 1904. Joaquima va reprendre la seva tasca i el 1915 fou elegida superior de la congregació i, successivament, cada sis anys, va tornar a ésser elegida, fins que va morir el 4 d'agost de 1940.
Mentrestant, les monges que havien marxat a Pasig van acabar donant origen a una congregació diferent, la de les Agustines Missioneres.
El 30 de novembre de 1922 la Sagrada Congregació per als Instituts Religiosos i Seculars va promulgar el decret Quod iam per Constitutionem que recomanava l'aprovació de l'institut. El 25 d'abril de 1928 va obtenir l'aprovació diocesana de l'arquebisbe de Manila Michael O'Doherty. El decretum laudis pontifici va arribar-hi el 18 de març de 1952, i l'aprovació definitiva, el 1975.

## Activitat i difusió
Les Agustines de la Consolació es dediquen a l'apostolat, especialment l'educació cristiana dels nens necessitats. Mantenen col·legis, escoles i residències. Forma part del Tercer Orde de Sant Agustí.
Principalment actives a les Filipines, també tenen col·legis i cases obertes a Tailàndia, Taiwan i Austràlia, i a Roma i Barcelona.
L'abril de 2008, l'institut tenia 230 germanes en 25 missions i 47 cases independents.